# 逢坂良太
逢坂 良太（おおさか りょうた、1986年8月2日 - ）は、日本の男性声優。徳島県出身。EARLY WING所属。妻は同じく声優の沼倉愛美。
主なアニメ出演作品は、『つり球』（真田ユキ）、『ダイヤのA』シリーズ（沢村栄純）、『はたらく魔王さま！』（真奥貞夫〈魔王サタン〉）など。

## 来歴
3人姉弟の真ん中として徳島県に生まれる。小さい頃は冒険ごっこをしたり剣を振り回したりしているやんちゃな子供だったという。小学校では野球チーム、中学・高校ではソフトボール部に所属し、高校ではピッチャーを担当していた。
中学生の頃からアニメが好きでよく見ていたが、声優になりたいとは思わず、将来の夢は特になかった。それが高校の入学式の日にふと「声優になりたい」という気持ちが降りてきたという。地元の工業高校を卒業後、同じく声優を目指す友人とともに上京し、日本工学院八王子専門学校で2年間演技の基礎を学んだ。専門学校を卒業後は声優養成所に通ったが、事務所所属のテストで落選。その後、EARLY WINGの追加オーディションに合格し、同事務所より2010年にデビューした。
2012年4月、ノイタミナ『つり球』の真田ユキ役でテレビアニメ初主演。オーディションで演技を見た音響監督の長崎行男は「メインを張る新世代の男性声優になれると思った」といい、長崎のプッシュにより抜擢が決まった。初アフレコではガチガチに緊張し、共演の杉田智和に「俺たちが引っ張るから、集中していいよ」と励まされたという。「僕の原点」と語る経験を得た『つり球』以降は多くの作品で主役を獲得した。2015年3月、第9回声優アワード新人男優賞受賞。
2019年10月23日、同じく声優の沼倉愛美と結婚したことを双方の所属事務所の公式サイトを通じて発表。2021年12月20日、第一子となる男児の誕生が沼倉のTwitterで発表された。

## 特色
『つり球』監督の中村健治は「聞いていて嫌味がないというか、水みたいな無色透明なお芝居で、主役に向いている声」、ニッポン放送アナウンサーの吉田尚記は「わざとらしくなく、正しく成長する主人公ができる」と評している。自身が最も得意とする役は「高校生ぐらいのちょっと明るい男の子」である。
石田彰が演じる『テイルズ オブ エターニア』のリッド・ハーシェルのようになりたいと思ったことが声優を志すきっかけになったといい、石田を目標の声優としている。石田が演じる役の中でも、リッドや『機動戦士ガンダムSEED』のアスラン・ザラのような主人公らしいキャラクターが特に好き。
演じる際のこだわりは、自分が楽しんで芝居すること。歌うことは大好きといい、歌の仕事も行っている。また、イベントで生の声をもらえることが仕事をするうえで糧になると話し、ファンとの交流にも積極的である。

## 人物
趣味はソフトボール、ボウリング、散歩、ゲーム。最も好きなゲームとして『テイルズ オブ エターニア』と『クロノ・トリガー』を挙げている。
好きな本は『ドラゴンボール』、好きな映画は『帰ってきたドラえもん』。好きなアーティストはJAM Projectで、カラオケでもよく歌っている。異性の好みはお姉さんっぽい女性。好きな色は青。
所有する資格は普通自動車免許と危険物取扱者乙種第4類。ゲームセンターやカラオケボックスでのアルバイト経験がある。
アニメの中でも特にロボットアニメが好きで、小さい頃は『勇者特急マイトガイン』や『勇者王ガオガイガー』をよく見ていた。自身の求める熱血演技の勉強を兼ねて、生まれる前に放映されていたロボットアニメも見ている。ガンダムシリーズでは『機動戦士Ζガンダム』が一番好き。
座右の銘は「信念は曲げるな」。
同い年の声優に松岡禎丞、岡本信彦がいる。松岡とはオーディションで受けるキャラクターが被るせいで、片方が受かるともう片方は出演しないということが多々あるため仕事で一緒になる時は敵対するキャラとしての共演が多いと語っているが、距離も近く親しい間柄である。

## 出演
太字はメインキャラクター。

### テレビアニメ
2011年
- 君と僕。（2011年 - 2012年、プラモ、サトル、男子生徒1、夫） - 2シリーズ
- デッドマン・ワンダーランド（墓守隊員）
- ましろ色シンフォニー（水原浩一、男子生徒）

2012年
- あっちこっち（男子生徒）
- 妖狐×僕SS（男子）
- お兄ちゃんだけど愛さえあれば関係ないよねっ（姫小路秋人）
- さくら荘のペットな彼女（男子A、一年男子）
- シャイニング・ハーツ 〜幸せのパン〜（ジャン）
- 新世界より（良）
- 好きっていいなよ。（男子生徒）
- SKET DANCE（加藤希里）
- 戦国☆パラダイス -極-（前田慶次）
- ソードアート・オンライン（2012年 - 2018年、ラフィン・コフィン〈ジョニー・ブラック〉 / 金本敦） - 2シリーズ
- 探偵オペラ ミルキィホームズ Alternative ONE 〜小林オペラと5枚の絵画〜（クルーズ船の船員）
- つり球（真田ユキ）
- トータル・イクリプス（オペレーター、キール・エフレーモフ）
- となりの怪物くん（佐々原宗平）
- To LOVEる -とらぶる- ダークネス（男子生徒達）
- 夏色キセキ（男子生徒）
- はぐれ勇者の鬼畜美学（生徒、若者、管理スタッフ）
- 氷菓（男子バスケ部員）
- めだかボックス アブノーマル（百町破魔矢）
- リトルバスターズ!（生徒E、生徒C）

2013年
- 俺の彼女と幼なじみが修羅場すぎる（季堂鋭太）
- 革命機ヴァルヴレイヴ（時縞ハルト）
- ガッチャマン クラウズ（2013年 - 2015年、橘清音） - 2シリーズ
- ぎんぎつね（藤村陽太）
- ジョジョの奇妙な冒険（マルク）
- 進撃の巨人（2013年 - 2020年、マルコ・ボット、男） - 4シリーズ
- 翠星のガルガンティア（副官）
- Super Seisyun Brothers -超青春姉弟s-（新本チカ）
- ストライク・ザ・ブラッド（2013年 - 2014年、矢瀬基樹）
- ダイヤのA（2013年 - 2020年、沢村栄純） - 3シリーズ
- ダンボール戦機ウォーズ（瀬名アラタ）
- ちはやふる2（田代、大野柾）
- てーきゅう（押本陽太）
- 凪のあすから（2013年 - 2014年、伊佐木要）
- ハイスクールD×D シリーズ（2013年 - 2018年、ヴァーリ・ルシファー） - 3シリーズ
- はたらく魔王さま！（2013年 - 2023年、真奥貞夫〈魔王サタン〉） - 3シリーズ
- ビーストサーガ（カンニガル）
- ブラッドラッド（ブラッド・チャーリー・スタズ）
- 僕は友達が少ないNEXT（涼月冬馬）
- マギ The kingdom of magic（2013年 - 2014年、スフィントス）
- よんでますよ、アザゼルさん。Z（天野ガギエル）
- ローゼンメイデン（桜田ジュン）
- ログ・ホライズン（小竜）

2014年
- 彼女がフラグをおられたら（旗立颯太）
- ガンダム Gのレコンギスタ（2014年 - 2015年、クリム・ニック）
- グラスリップ（沖倉駆）
- 極黒のブリュンヒルデ（村上良太）
- 四月は君の嘘（2014年 - 2015年、渡亮太）
- シドニアの騎士（2014年 - 2015年、谷風長道） - 2シリーズ
- シュガー＊ソルジャー（入谷瞬）
- 少年ハリウッド（風見颯）
- 白銀の意思 アルジェヴォルン（ススム・トキムネ）
- テイルズ オブ ゼスティリア 〜導師の夜明け〜（ミクリオ）
- デンキ街の本屋さん（海雄）
- ハマトラ（ナイス） - 2シリーズ
- HUNTER×HUNTER（カンザイ）
- ヒーローバンク（維新漁馬）
- 風雲維新ダイ☆ショーグン（捨丸）

2015年
- 赤髪の白雪姫（ゼン・ウィスタリア・クラリネス）
- アルドノア・ゼロ（クランカイン） - 2025年に総集編『アルドノア・ゼロ（Re+）』劇場上映
- 暗殺教室（2015年 - 2016年、磯貝悠馬） - 2シリーズ
- うしおととら（杜綱悟）
- 黒子のバスケ（黛千尋） - 2016年に『ウインターカップ総集編』劇場上映
- Charlotte（ショウ）
- 進撃!巨人中学校（マルコ・ボット）
- SHOW BY ROCK!!（2015年 - 2016年、カイ） - 3シリーズ
- 高宮なすのです! 〜てーきゅうスピンオフ〜（押本陽太）
- ハイキュー!! シリーズ（2015年 - 2020年、赤葦京治） - 4シリーズ
- ミス・モノクローム -The Animation- 3（そばっしー）
- ミニはま（ナイス）
- 山田くんと7人の魔女（山田竜）
- ヤング ブラック・ジャック（オクチン）
- 落第騎士の英雄譚（黒鉄一輝、一正）

2016年
- あおおに〜じ・あにめぇしょん〜（2016年 - 2017年、ひろし）
- 蒼の彼方のフォーリズム（日向晶也）
- 亜人（中島啓介）
- ALL OUT!!（2016年 - 2017年、八王子睦）
- 機動戦士ガンダム 鉄血のオルフェンズ（2016年 - 2017年、ハッシュ・ミディ）
- クレヨンしんちゃん（修理のお兄さん）
- 甲鉄城のカバネリ（巣刈）
- 最弱無敗の神装機竜（フギル・アーカディア）
- タブー・タトゥー（ヴァルマ）
- DAYS（石動亜土夢）
- テイルズ オブ ゼスティリア ザ クロス（ミクリオ）
- 刀剣乱舞-花丸-（2016年 - 2018年、獅子王） - 2シリーズ
- TRICKSTER -江戸川乱歩「少年探偵団」より-（2016年 - 2017年、花崎健介）
- プリンス・オブ・ストライド オルタナティブ（五十公野哉）
- PERSONA5 the Animation -THE DAY BREAKERS-（巻上和也〈ミトラス〉）
- 迷家-マヨイガ-（レイジ）
- モンスターハンター ストーリーズ RIDE ON（2016年 - 2018年、シュヴァル）

2017年
- カブキブ!（阿久津新）
- ロクでなし魔術講師と禁忌教典（クリストフ＝フラウル）
- 恋と嘘（根島由佳吏）
- 捏造トラップ-NTR-（武田）
- DIVE!!（大広陵）
- ようこそ実力至上主義の教室へ（2017年 - 2024年、平田洋介） - 3シリーズ
- 戦刻ナイトブラッド（竹中半兵衛）
- UQ HOLDER! 〜魔法先生ネギま!2〜（超星仔）
- ブラッククローバー（2017年 - 2020年、セッケ・ブロンザッザ）
- 魔法陣グルグル（ヴィヴィアン）

2018年
- オーバーロード シリーズ（2018年 - 2022年、クライム） - 3シリーズ
- 博多豚骨ラーメンズ（原田ユウスケ）
- 銀の墓守りII（ティターン）
- 覇穹 封神演義（王魔）
- 新幹線変形ロボ シンカリオン（2018年 - 2021年、清州リュウジ、清州チクマ） - 2シリーズ
- ラストピリオド -終わりなき螺旋の物語-（ネロ）
- ニル・アドミラリの天秤（星川翡翠）
- ガンダムビルドダイバーズ（シャフリヤール）
- デビルズライン（牛尾直也）
- はねバド!（西園寺彰文）
- ユリシーズ ジャンヌ・ダルクと錬金の騎士（モンモランシ）
- メルクストーリア -無気力少年と瓶の中の少女-（スティト）

2019年
- ガーリー・エアフォース（鳴谷慧）
- グリムノーツ The Animation（エクス）
- 聖闘士星矢 セインティア翔（楯座のユアン）
- ぼくたちは勉強ができない（唯我成幸） - 2シリーズ
- スタミュ（入夏将志）
- ダンジョンに出会いを求めるのは間違っているだろうかII（アポロン）
- とある科学の一方通行（菱形幹比古）
- ナカノヒトゲノム【実況中】（駆堂ケンヤ）
- Fairy gone フェアリーゴーン（ミケル・コナー）
- ACTORS -Songs Connection-（高天神一兎）
- あんさんぶるスターズ!（七種茨）
- 魔入りました!入間くん（2019年 - 2023年、アミィ・キリヲ） - 3シリーズ

2020年
- ヒーリングっど♥プリキュア（2020年 - 2021年、平光ようた、紅リュウ）
- 異種族レビュアーズ（インキュバス）
- 食戟のソーマ 豪ノ皿（岳樺拳）
- 富豪刑事 Balance:UNLIMITED（芸人）
- 文豪とアルケミスト 〜審判ノ歯車〜（室生犀星）
- グレイプニル（直人）
- 魔王学院の不適合者 〜史上最強の魔王の始祖、転生して子孫たちの学校へ通う〜（2020年 - 2023年、カノン） - 2シリーズ
- 遊☆戯☆王SEVENS（洗井新太）
- ぐらぶるっ!（パーシヴァル）
- 池袋ウエストゲートパーク（構成員）

2021年
- 俺だけ入れる隠しダンジョン（ノル）
- 天地創造デザイン部（横田）
- 蜘蛛ですが、なにか?（笹島京也 / ラース / 魔族軍「第八軍軍団長」ラース）
- SHOW BY ROCK!! STARS!!（カイ）
- 怪病医ラムネ（火楯）
- さよなら私のクラマー（竹井薫）
- Fairy蘭丸〜あなたの心お助けします〜（一郎）
- 東京リベンジャーズ（2021年 - 2023年、橘直人、橘正人） - 3シリーズ
- ひげを剃る。そして女子高生を拾う。（矢口恭弥）
- カードファイト!! ヴァンガード overDress（2021年 - 2025年、大倉タカミ） - 4シリーズ
- NIGHT HEAD 2041（相川俊彦）
- 海賊王女（楓）
- ドラえもん（テレビ朝日版第2期）（タダ将暉）
- ロード・エルメロイII世の事件簿 -魔眼蒐集列車 Grace note- 特別編（ホルス・オース）

2022年
- 鬼滅の刃 遊郭編（妓夫太郎） - 2023年に劇場総集編『上弦集結、そして刀鍛冶の里へ』公開
- リーマンズクラブ（佐伯橙也）
- Engage Kiss（蜂須賀ミハイル）
- シャドウバースF（2022年 - 2024年、邪星リョウガ、デモニア）
- 遊☆戯☆王ゴーラッシュ!!（洗井リーガル）
- 忍の一時（櫻羽一時）
- 恋愛フロップス（柏木朝）
- クールドジ男子（先輩A）

2023年
- ノケモノたちの夜（スノウ）
- ツンデレ悪役令嬢リーゼロッテと実況の遠藤くんと解説の小林さん（アルトゥル・リヒター）
- 冒険大陸 アニアキングダム（エディ）
- Opus.COLORs（多岐瀬響）
- 転生貴族の異世界冒険録〜自重を知らない神々の使徒〜（ユウヤ）
- AIの遺電子（豊田ヒデ）
- 無職転生 II 〜異世界行ったら本気だす〜（2023年 - 2024年、クリフ・グリモル） - 2シリーズ
- 聖女の魔力は万能です（オスカー・ドゥンケル）
- 暴食のベルセルク（フェイト・グラファイト）
- MFゴースト（2023年 - 2024年、沢渡光輝） - 2シリーズ

2024年
- ゆびさきと恋々（波岐京弥）
- 魔女と野獣（ヨハン）
- 出来損ないと呼ばれた元英雄は、実家から追放されたので好き勝手に生きることにした（ブレット）
- 刀剣乱舞 廻 -虚伝 燃ゆる本能寺-（獅子王）
- 花野井くんと恋の病（倉田圭悟）
- 戦隊大失格（2024年 - 2025年、来栖大和） - 2シリーズ
- 負けヒロインが多すぎる!（袴田草介、勇樹〈攻め〉）
- 監禁区域レベルX（室坂修平）
- 歴史に残る悪女になるぞ（ウィリアムズ・アルバート）
- 株式会社マジルミエ（翠川楓）
- 妖怪学校の先生はじめました!（2024年 - 2025年、安倍晴明）
- 村井の恋（大角）
- おじゃる丸（親犬、クモタ）
- るろうに剣心 -明治剣客浪漫譚- 京都動乱（2024年 - 2025年、刈羽蝙也）

2025年
- 異修羅（千里鏡のエヌ）
- マジック・メイカー 〜異世界魔法の作り方〜（転生前シオン）
- 想星のアクエリオン Myth of Emotions（スクナ）
- WIND BREAKER Season 2（椿野佑）
- 片田舎のおっさん、剣聖になる（シュプール）
- カッコウの許嫁 Season2（そばっしー）
- 勇者パーティーを追放された白魔導師、Sランク冒険者に拾われる 〜この白魔導師が規格外すぎる〜（トール）
- 太陽よりも眩しい星（井沢優心）

### 劇場アニメ
2013年
- AURA 〜魔竜院光牙最後の闘い〜（川合）

2014年
- 劇場版 進撃の巨人 前編〜紅蓮の弓矢〜（マルコ・ボット）

2015年
- 劇場版 シドニアの騎士（谷風長道）
- Fw:ハマトラ / 劇場版 ミニはま（ナイス）
- UFO学園の秘密（レイ / 天城零）

2017年
- 青鬼 THE ANIMATION（真鍋晃司）
- 劇場版 黒子のバスケ LAST GAME（黛千尋）
- 劇場版ポケットモンスター キミにきめた!（クロス）

2018年
- 宇宙の法—黎明編—（レイ / 天城零）

2019年
- 甲鉄城のカバネリ 海門決戦（巣刈）
- 劇場版 誰ガ為のアルケミスト（エドガー・L・レオンハート）
- Gのレコンギスタ（2019年 - 2022年、クリム・ニック） - 5作品
- 劇場版 新幹線変形ロボ シンカリオン 未来からきた神速のALFA-X（清洲リュウジ）

2020年
- 思い、思われ、ふり、ふられ（美園）
- 映画 プリキュアミラクルリープ みんなとの不思議な1日（平光ようた）

2021年
- 復興応援 政宗ダテニクル 合体版＋（伊達成実）
- シドニアの騎士 あいつむぐほし（谷風長道）
- 映画 さよなら私のクラマー ファーストタッチ（竹井薫）
- 劇場版 ソードアート・オンライン -プログレッシブ-（2021年 - 2022年、ジョー） - 2作品

2022年
- あんさんぶるスターズ!!-Road to Show!!-（七種茨）
- バブル（イソザキ）
- 特「刀剣乱舞-花丸-」〜雪月華〜（獅子王）〜月ノ巻〜、〜華ノ巻〜
- 銀河英雄伝説 Die Neue These（ハインリッヒ・フォン・キュンメル）

2023年
- ブラッククローバー 魔法帝の剣（セッケ・ブロンザッザ）

2024年
- 劇場版ハイキュー!! ゴミ捨て場の決戦（赤葦京治）

### OVA
2012年
- 一発必中!! デバンダー（コンピューター）
- 鋼鉄の魔女アンネローゼ 01 魔女の従者：Witchslave（橘陸郎）
- ツンデレ淫乱少女 すくみ 1・2（ユイ）
- 輪廻のラグランジェ season2 ピクチャードラマ「カモガワ発→ウ・ゴー行」（キッスA） - Blu-ray&DVD第3巻映像特典

2013年
- Vassalord.（神父A） - 原作第7巻アニメイト限定版
- コードギアス 亡国のアキト（2013年 - 2016年、ルネ・ロラン）
- SKET DANCE 第EX話 妹の悩みに悩む兄に悩む妹とその仲間達（加藤希里） - 原作第29巻DVD同梱版
- となりの怪物くん となりの極道くん（佐々次郎） - 原作第12巻限定版
- 波打際のむろみさん 第EX話 パンゲア超大陸のむろみさん（大橋〈オーハシ〉） - 原作第9巻限定版
- にじいろ☆プリズムガール（一ノ瀬透也） - 『ちゃお』2013年9月号・11月号・12月号・2014年1月号付録
- ブラッドラッド 我輩は猫ではない（ブラッド・チャーリー・スタズ） - 原作第10巻限定版
- れすきゅーME!（水谷正行） - 原作第3巻予約限定版

2014年
- 彼女がフラグをおられたら（旗立颯太） - 原作第11巻限定版
- 進撃の巨人（マルコ・ボット） - 原作第13・14巻限定版
- 山田くんと7人の魔女（2014年 - 2015年、山田竜） - 原作第15・17巻限定版

2015年
- 四月は君の嘘（渡亮太） - 原作第11巻限定版
- ストライク・ザ・ブラッド（2015年 - 2022年、矢瀬基樹） - 5シリーズ + スペシャルOVA
- ダイヤのA 倉持洋一スペシャル番外編-OutRun（沢村栄純） - 原作第45巻限定版

2016年
- 赤髪の白雪姫（ゼン） - コミック第15巻オリジナルアニメDVD付き限定版
- TRICKSTER -江戸川乱歩「少年探偵団」より- OVA EPISODE 00（花崎健介）

2017年
- 機動戦士ガンダム サンダーボルト（ビリー・ヒッカム、ジオン兵）

2018年
- ブラッククローバー オール魔法騎士感謝祭（セッケ・ブロンザッザ） - ジャンプスペシャルアニメフェスタ2018上映作品

2019年
- ぼくたちは勉強ができない（2019年 - 2020年、唯我成幸） - コミックス第14・16巻アニメBD同梱版

2020年
- ハイキュー!! 陸 VS 空（赤葦京治）

2022年
- 無職転生 〜異世界行ったら本気だす〜「エリスのゴブリン討伐」（クリフ・グリモル） - TV未放送エピソード

2024年
- コードギアス 奪還のロゼ（ヒース・ロット）

### Webアニメ
2010年代
- 迷走!アンダーワールド（2014年、生太）
- ポケモンジェネレーションズ（2016年、サカキの息子）
- 殺せんせーQ!（2016年 - 2017年、磯貝悠馬）
- 政宗ダテニクル（2017年、伊達成実）
- 夢王国と眠れる100人の王子様 ショート（2017年、エドモント）
- 続『刀犬乱舞-花丸-』（2018年、獅子王）
- ポケモンマスターズ トレーナー大集結スペシャルアニメーション（2019年、グリーン）
- 7SEEDS（2019年、怪我した生徒）

2020年代
- ガンダムビルドダイバーズRe:RISE（2020年、シャフリヤール）
- ドキドキ!ミニミニ!隠しダンジョン劇場（2021年、ノル・スタルジア）
- パワフルプロ野球 パワフル高校編（2021年、星井スバル）
- たいせつなもの〜こころつながる特別な場所〜（2021年、棚照結神 神威眞白）
- はたらく魔王さま!! ちいちゃい!魔王さま!!（2022年 - 2023年、真奥貞夫）
- T・Pぼん（2024年、アムリ）
- タコピーの原罪（2025年、潤也）

### ゲーム
2010年
- 恋と水着と太陽と 〜スミレ島ライフセーバーず〜（括原黄昏）
- デュラララ!! 3way standoff（同級生、男子生徒）

2011年
- アルカナ・ファミリア -La storia della Arcana Famiglia-
- 極道の花嫁（高倉賢佑）
- TOKYOヤマノテBOYS（秘書鈴木 他） - 3作品
- 魔界戦記ディスガイア4（プリニーたち他）
- ラグナロク 〜光と闇の皇女〜（主人公）
- らぶ2Quad（溝口誠次）

2012年
- 学☆王 -THE ROYAL SEVEN STARS-（エルケンバート・ローエンシュタイン）
- キミ色に染まりたい 恋するオシャレアイドル（波多瀬伊織）
- 源狼 GENROH（平敦盛）
- 恋色マリアージュ（蜂須賀友矢）
- スティールクロニクル（ノア・メーテルリンク） - Ver.2.0アップデート追加キャラクター
- ソウルマスター（ベアキャット）
- 辻堂さんの純愛ロード（松田南）
- TOKYOヤマノテBOYS PURE RASPBERRY DISC / BLACK VANILLA DISC / Portable HONEY MILK DISC - 3作品
- 花散る都と竜の巫女（五十畑草介）
- 真剣で私に恋しなさい!S

2013年
- AKIBA'S TRIP2（主人公〈ナナシ〉）
- アルカナ・ファミリア2（テオ）
- 学☆王 -THE ROYAL SEVEN STARS- +METEOR（エルケンバート・ローエンシュタイン）
- キミ♥ドル 〜キミのアイドル〜（多田羅帳）
- 剣が君（鈴懸）
- 木洩れ陽のノスタルジーカ（島津翔太）
- 冬桜抄-さくらがたり-（佐原真人）
- ダンボール戦機ウォーズ（瀬名アラタ）
- 辻堂さんのバージンロード（松田南）
- TOKYOヤマノテBOYS Portable SUPER MINT DISC
- TOKYOヤマノテBOYS Portable DARK CHERRY DISC
- フェアリーフェンサー エフ（ファング）
- マブラヴ オルタネイティヴ トータル・イクリプス（キール・エフレーモフ）
- 嫁コレ（真奥貞夫、橘清音、ナイス）

2014年
- あかやあかしやあやかしの（鈴来宙）
- アルカナ・ファミリア コレツィオーネ!（ジェルミ）
- いざ、出陣!恋戦 第二幕 〜甲斐編〜（猿飛佐助）
- 朧村正（嵐丸） - PlayStation Vita版ダウンロードコンテンツ「七夜祟妖魔忍伝」登場キャラクター
- クロノスタシア（キョウゴ・ナギ）
- 声カレ〜放課後キミに会いに行く〜（鳳仁）
- 電撃文庫 FIGHTING CLIMAX（真奥貞夫）
- BinaryStar（カミヤ・ユン）
- パズドラ バトルトーナメント -ラズール王国とマドロミドラゴン-（フォーレン・ラズール）
- 華アワセ 姫空木編（カラクリくん）
- ハマトラ Look at Smoking World（ナイス）
- ヒーローバンク2（維新漁馬）
- BLACK CODE ブラック・コード（ベル＝ベルゼブル）
- プリンセス・クローゼット（綾咲夏斐） - アプリ版
- ルームシェア素顔のカレ Love Days（桜庭裕介）
- ローゼンメイデン ヴェヘゼルン ジー ヴェルト アップ（桜田ジュン〈大学生〉）

2015年
- 暗殺教室 殺せんせー大包囲網!!（磯貝悠馬）
- アンジェリーク ルトゥール（ブライアン）
- イグジストアーカイヴ -The Other Side of the Sky-（九条遼）
- グランブルーファンタジー（2015年 - 2024年、パーシヴァル、マドル、竜宮民） - 4作品
- 黒子のバスケ 未来へのキズナ（黛千尋）
- 剣が君 for V（鈴懸）
- 源氏恋絵巻（明石の君）
- 刻のイシュタリア（クーフーリン、ダンタリアン）
- 神撃のバハムート（2015年 - 2018年、ゼムド、パーシヴァル）
- セブンスドラゴンIII code:VFD
- 戦魂 -SENTAMA-（伊達政宗、立花宗茂）
- チェインクロニクル 〜絆の新大陸〜（ケヴィン）
- テイルズ オブ ゼスティリア（ミクリオ）
- 電撃文庫 FIGHTING CLIMAX IGNITION（真奥貞夫）
- 刀剣乱舞 ONLINE（2015年 - 2024年、獅子王）
- ドグマツルギー ouverture（湊ツカサ）
- 実況パワフルプロ野球（沢村栄純）
- フェアリーフェンサー エフ ADVENT DARK FORCE（ファング）
- プリンス・オブ・ストライド（颯田佳月、五十公野哉）
- ポップアップストーリー 魔法の本と聖樹の学園（セリム・スパーク）
- モナコの休日 〜薔薇と愛のプリンセス〜（テオ）
- 夢色キャスト（朝日奈響也）
- 夢王国と眠れる100人の王子様（エドモント）
- ロイヤルフラッシュヒーローズ（ブレイド・ラインフォード、ランド・ニールセン）

2016年
- 茜さすセカイでキミと詠う（斎藤一）
- 暗殺教室 アサシン育成計画!!（磯貝悠馬）
- 一血卍傑-ONLINE-（アマクサシロウ）
- オルタンシア・サーガ -蒼の騎士団-（ジェロム）
- 鏡界の白雪（在間虚）
- 神獄塔 メアリスケルター（マモル）
- グリムノーツ（エクス、プロメテウス）
- クロスワールド（クーファン）
- クロスブレイド（ハク）
- シノビナイトメア（ウシワカ）
- 白猫プロジェクト（ディーン、妓夫太郎）
- 進撃の巨人（マルコ・ボット）
- 誰ガ為のアルケミスト（エドガー・L・レオンハート）
- テイルズ オブ アスタリア（ミクリオ、パーシヴァル）
- ニル・アドミラリの天秤 帝都幻惑綺譚（星川翡翠）
- ハイキュー!! Cross team match!（赤葦京治）
- 文豪とアルケミスト（室生犀星）
- モンスターハンター ストーリーズ（シュヴァル）

2017年
- VIIDOG CODE -ヴィドッグ・コード-（神狩ハルキ）
- かまいたちの夜 輪廻彩声（透）
- BTOOOM! オンライン（プレイヤーボイス）
- ファンタジーウォータクティクス（暴君デイモス）
- サムライ ライジング（ケヴィン）
- 戦刻ナイトブラッド（竹中半兵衛）
- TOKYOヤマノテBOYS for V MAIN DISC
- TOKYOヤマノテBOYS for V FAN DISC
- ドラゴンネストR（ジェイド）
- テイルズ オブ ザ レイズ（ミクリオ）
- クランク・イン（周柊）
- ニル・アドミラリの天秤 クロユリ炎陽譚（星川翡翠）
- 契約結婚 〜大統領と秘密の花嫁!?〜（京和泉碧）
- あんさんぶるスターズ！（2017年 - 2020年、七種茨、ネロ）
- キャプテン翼 〜たたかえドリームチーム〜（飛翔）
- 俺達の世界わ終っている。（午前零時）
- 嘘月シャングリラ（ロキ）
- CLOSERS（ハルト＝カグラギ）
- SHOW BY ROCK!!（2017年 - 2019年、カイ）
- Shadowverse（クロノス、パーシヴァル、禁絶の腕・ニコラ、鉄杖の機構士、炎帝・パーシヴァル、禁絶の一撃、リョウガ）
- 鏡の中のプリンセスLP（ジョゼフ）

2018年
- ネギマテ UQ HOLDER! 〜魔法先生ネギま!2〜（超星仔）
- フォルティッシモ（武居拓眞）
- クイズRPG 魔法使いと黒猫のウィズ（シリス・アロキア、翠川）
- 進撃の巨人2（マルコ・ボット、主人公・男・タイプ1）
- 戦国ASURA（徳川家康）
- スーパーロボット大戦X（クリム・ニック）
- セブンズストーリー（ユーリ）
- 電撃文庫：CROSSING VOID（真奥貞夫） - 海外向けアプリゲーム
- アトリエオンライン 〜ブレセイルの錬金術士〜（エキナセア）
- 機動戦士ガンダム エクストリームバーサス2（2018年 - 2025年、クリム・ニック） - 4作品
- プレカトゥスの天秤（テオドール・ターナー）
- 共闘ことばRPG コトダマン（2018年 - 2023年、清洲リュウジ、赤葦京治、橘直人、妓夫太郎）
- 神獄塔 メアリスケルター2（マモル）
- ドラゴンズドグマ オンライン（メフィス）
- ライブラリークロスインフィニット（夜樹）
- 夢間集（孤剣）
- オンエア!（辺見宙）

2019年
- Op8♪（三神蓮）
- 覇穹 封神演義 〜センカイクロニクル〜（王魔）
- ラングリッサーI&II（レディン）
- IdentityV 第五人格（弁護士フレディ・ライリー）
- JUDGEMENT 7 俺達の世界わ終っている。（午前零時）
- ラストクラウディア（ゼクス）
- アイドリッシュセブン（谷川門）
- キャプテン翼ZERO 〜決めろ！ミラクルシュート〜（葵新伍）
- スーパーロボット大戦シリーズ（2019年 - 2023年、時縞ハルト） - 2作品
- ポケモンマスターズ / EX（2019年 - 2024年、グリーン）
- ワールドフリッパー（アルク、ユーウェル）
- SDガンダム GGENERATION CROSSRAYS（ハッシュ・ミディ）
- CARAVAN STORIES（ヴォルフ）
- ダンジョンに出会いを求めるのは間違っているだろうか 〜メモリア・フレーゼ〜（アポロン）
- パレットパレード（クールベ）
- ハローヒーロー: Epic Battle（マルコ）
- 星鳴エコーズ（貴矢三星）
- ブラックスター -Theater Starless-（真珠）
- ワンダーグラビティ（ローゼンバウアー）

2020年
- ロストディケイド（ルドヴィック）
- SHOW BY ROCK!! Fes A Live（カイ）
- あんさんぶるスターズ!! Basic / Music（2020年 - 2024年、七種茨） - 2作品
- ウーユリーフの処方箋（マツリ、律円果）
- 聖剣伝説3 TRIALS of MANA（ケヴィン）
- スターオーシャン:アナムネシス（ヒース・ビューロー）
- 原神（ベネット）
- DAIROKU: AYAKASHIMORI（湫）
- インディヴィジブル 闇を祓う魂たち（ハノック＆ジボッホ）
- テイルズ オブ クレストリア（ミクリオ）
- 機動戦士ガンダム エクストリームバーサス マキシブースト ON（クリム・ニック） - PS4版
- ビルシャナ戦姫 〜源平飛花夢想〜（平重衡）
- 神獄塔 メアリスケルターFinale（マモル）
- 食物語（エビチリ）
- 陰陽師（風狸）
- オーバーロード MASS FOR THE DEAD（クライム）

2021年
- 戦国無双5（徳川家康）
- ドラガリアロスト（フワラス）
- キャプテン翼 RISE OF NEW CHAMPIONS（葵新伍） - DLC追加キャラクター
- ラグナロクオリジン（装備アシスタント）
- 剣が君 for S（鈴懸）
- モンスターハンターストーリーズ2 〜破滅の翼〜（シュヴァル）
- さくらの雲＊スカアレットの恋（伏倉万斎）
- シドニアの騎士 掌位ノ絆（谷風長道）
- トキメキファンタジー ラテール（ベレト）
- 百鬼異聞録〜妖怪カードバトル〜（風狸）
- 剣が刻（藤原伊織）

2022年
- 進撃の巨人Brave Order（マルコ・ボット）
- 逆転オセロニア（妓夫太郎）
- モンスターストライク（妓夫太郎、聖徳太子）
- eBASEBALLパワフルプロ野球2022（星井スバル）
- ソウルハッカーズ2（カブラギ）
- 聖剣伝説 ECHOES of MANA（ケヴィン）
- アークナイツ（エーベンホルツ）
- ゼノブレイド3（ゼオン）
- ファンタシースターオンライン2（トゥーリ）
- みんなで早押しクイズ（天道ショウ）
- アパシー 鳴神学園七不思議（綾小路行人）
- フェアリーフェンサー エフ Refrain Chord（ファング）
- Engage Kill（蜂須賀ミハイル）
- スマッシュダンク（黛千尋）
- 大繁盛！ももはな飯店（ムジナ）
- 機動戦士ガンダム 鉄血のオルフェンズG（ハッシュ・ミディ）
- 鬼滅の刃 ヒノカミ血風譚（妓夫太郎） - DLC追加キャラクター
- 東京リベンジャーズ ぱずりべ! 全国制覇への道（橘直人）

2023年
- MONSTER UNIVERSE（バン）
- 青雲の契り（慕凌浩）
- ダークテイルズ〜鏡と狂い姫〜（プリス王子、黒の王子、アラジン）
- ハイキュー!! TOUCH THE DREAM（赤葦京治）
- Undawn（タン）
- BLUE PROTOCOL（ヨルク）
- 結合男子（舎利弗玖苑）
- あんさんぶるトレーニング!!（七種茨）
- アナザーエデン 時空を超える猫（オボロ）
- 雀魂（玖辻）
- It's a Small RomanTick World（エリアス）
- とある魔術の禁書目録 幻想収束（菱形幹比古）

2024年
- ようこそ実力至上主義の教室へ〜マージパズル特別試験〜（平田洋介）
- コードジェム（源匠）
- 廻らぬ星のステラリウム（ミゲル）
- 悪魔王子と操り人形（ヴァニス）
- トラブル・マギア 〜訳アリ少女は未来を勝ち取るために異国の魔法学校へ留学します〜（リカルド・サンテ）
- Epic Seven-エピックセブン-（フェンリス）

2025年
- つるぎ町RPG ツルギスタ 巨樹と時つむぎのソラ（ソラ）
- 機動戦士ガンダム U.C. ENGAGE（クリム・ニック）
- 鬼滅の刃 ヒノカミ血風譚2（妓夫太郎）

### ドラマCD
- 愛されすぎて××されちゃうCD 溺愛カレシ / 執着カレシ（後藤龍一[382]）
- 赤髪の白雪姫（ゼン[383]） - LaLa2016年3月号付属CD
- ACTORS - Drama Edition - [EAST]（高天神一兎[384]）
- アニメイトで聞きました! ファンタジー彼氏 〜Dive into Fairy Story〜 Vol.5・6（ヘンゼル[385]）
- アパシー 鳴神学園七不思議 オリジナルドラマCD「呼ばれていない」（綾小路行人[386]）
- 甘く優しい世界で生きるには（ドイル・フォン・アギニス[387]）
- アルティマ ブラッド 甘噛みだけじゃ半人前〜成り立てヴァンパイアは戦士志願〜（チェーザレ[388]）
- いざ、出陣!恋戦 第二幕 真田十勇士がゆく!〜河童編〜（猿飛佐助[389]）
- 偉人アイドルプロジェクト 歴sing♪ 〜セカンド・シーズン じゃき!〜（牧野富三郎[390]）
- 王子様の猫 金の猫とハシバミの木（王子サミュエル[391]）
- ALL OUT!! ドラマCD 俺たちの夢を乗せて（八王子睦）
- 男遊郭の秘めたる遊戯 銀朱の交（杏沙[392]）
- 乙女ゲー世界はモブに厳しい世界です 第6巻限定版及びシナリオブック付特装版特典ドラマCD（ユリウス[393]）
- お兄ちゃんだけど愛さえあれば関係ないよねっ 第7巻特装版特典ドラマCD（姫小路秋人）
- 俺の彼女と幼なじみが修羅場すぎる 第8巻限定特装版特典ドラマCD（季堂鋭太[30]）
- カーニヴァル クロノメイ（蘭二[394]）
  - カーニヴァル それぞれの時 / 選ぶべき道
- カガクなヤツら（駒場遥希） - 『チャンピオンRED いちご』2012年3月号付録
- 彼女がフラグをおられたら シリーズ（旗立颯太）
- 「機動戦士ガンダム 鉄血のオルフェンズ」EPISODE DRAMA 壱（ハッシュ・ミディ[395]）
- グラスリップ 物語の欠片（沖倉駆[52]）
- 剣が君 シリーズ（鈴懸[218]）
- 恋と嘘 ドラマCD 第1巻 - 第3巻（根島由佳吏）
- この素晴らしい世界に祝福を! この真夏の海に騒乱を!（カズマ[396]）
- 史上最強の大魔王、村人Aに転生する 第5巻特装版特典ドラマCD（アード[397]）
- シドニアの騎士 第13巻特装版特典ドラマCD（谷風長道[398]）
- 獣神空想御伽草子 第一巻（子ウサギ[399]）
- S+h ボーカル＆ドラマCD シリーズ（三島峻介[400]）
- Serengeti 第1巻（月性成音[401]）
- 蒼竜の側用人（レインズ）
- ダイヤのA キャラクターソング VOL.2・3・5・6・8（沢村栄純）
- ダミーヘッド官能ロック THANATOS NiGHT Vol.4・Re:Vival Vol.4 （セス[402][403]）
- 中古でも恋がしたい! シリーズ（外崎啓太[404]）
- DJCDテイルズリング・ゼスティリア（ミクリオ[405]）
  - DJCDテイルズリング・ゼスティリア ザ クロス
- てーきゅう「ぬふっとてーきゅうポトラッチ」（押本陽太）
- デンキ街の本屋さん 〜うまのほねの人々〜（海雄）
- ね語男子・其の十二[406]、其の二十一[407]
- はたらく魔王さま! ドラマCD 魔王、捨て猫を拾う（真奥貞夫）
- Honeymoon vol.21 五十嵐類（五十嵐類）
- ハマトラ ドラマCDコレクション（ナイス）
- 日々蝶々 出会い編 / 文化祭編（川澄[408]）
- 姫さま狸の恋算用（大和陸[409]）
- 漂白戦記SUASHI（小山内スアシ[410]）
- プリンス・オブ・ストライド ドラマCD「Autumn Fes.」（五十公野哉[411]）
- FORBIDDEN★STAR XYZ 1st・2nd （多智川キルナ[412]）
- ぺろぺろ男子 Bitter White Day（穴吹奈津[413]）
- ボクたちオトコの娘〜ハートがハラハラ★小悪魔ちゃん登場 編〜（羽須見音亜[414]）
- 魔界戦記ディスガイア4（プリニーたち[11]）
- 魔術士オーフェン しゃべる無謀編 3・5（コミクロン[415]）
- みやびうた 〜雅恋歌〜 菊華の恋（佐藤義清[416]）
- 山田くんと7人の魔女 〜朱雀高校ハロウィンパーティ〜（山田竜[417]）
- ゆーたく声の交換日記
- 夢色キャスト ドラマCD（朝日奈響也）
- 夢王国と眠れる100人の王子様 秋のお茶見聞録〜紅茶の国の王子様達〜（エドモント）
- ゆめだん Third Night（宮ノ下岳[418]）
- らいか・デイズ（竹田将一[419]）
- 螺湮城新伝 ヴルトゥームの章（ヒイロ[420]）
  - 螺湮城新伝 第二話 〜ネフレン＝カの章〜（ヒイロ）
- Love on Ride 〜 通勤彼氏 Vol.3 成宮恭介（成宮恭介）
- リュシオルの姫（Dr.スリラー[421]）
- ローゼンメイデン（桜田ジュン[422]）
- 私の下僕くん“3”〜マルスの場合〜（マルス[423]）

### BLCD
- 年頃のオトコノコとアレ（鈴木[424]）
- NightS（笛吹[425]）
- プレイゾーン〜肉食彼氏と快感天使〜（逢田真大[426]）
- ヤンデレ天国BLACK〜真誠学園芸能彼氏 編〜（深谷光祥[427]）

### 朗読CD
- Reader Song 〜 Love Letter 5・6（2013年[428]）
- 文豪とアルケミスト 朗読CD 第5弾「室生犀星」（2018年）

### オーディオドラマ
- 『作家彼女。』お試しオーディオドラマ（2013年、八坂[429]）
- ハンドメイドシネマ（2013年、岡田未来[430]）
- エンダーのゲーム（2014年、エンダー / アンドルー・ウィッギン[431]）
- 私立学園ヤポニヤ奇譚（2015年、ヤマト[432]）
- オーディオドラマ『グランブルーファンタジー OTOCA』亡国の四騎士 / 氷炎牆に鬩ぐ（2016年 - 2017年、パーシヴァル）
- 『転校先の清楚可憐な美少女が、昔男子と思って一緒に遊んだ幼馴染だった件』ボイスドラマ（2021年、霧島隼人[433]）
- 転生先が少女漫画の白豚令嬢だった reBoooot!（2022年、リュゼ） - コミックス第3巻特典二次元コード[434]
- 弱気MAX令嬢なのに、辣腕婚約者様の賭けに乗ってしまった 原作小説5巻購入特典・書きおろしオーディオドラマ（2022年、ルーファス[435]）

### 吹き替え

#### 映画
- エンダーのゲーム（2014年、エンダー・ウィッギン〈エイサ・バターフィールド〉[436]）
- サイコメトリー 〜残留思念〜（2014年、ジュン〈キム・ボム〉）
- 名もなき野良犬の輪舞（2018年、ヒョンス〈イム・シワン〉）
- グランツーリスモ（2023年、アントニオ〈ペペ・バロッソ〉[437]）

#### ドラマ
- 王は愛する（2018年、ワン・ウォン〈イム・シワン〉）

#### アニメ
- ミラキュラス レディバグ&シャノワール（2018年 - 2021年、アドリアン / シャノワール[438][439] / ミスターバグ / アスピク） - 2シリーズ[一覧 32]
- 神々の山嶺（2022年、文太郎[440]）
- 転生宗主の覇道譚 〜すべてを呑み込むサカナと這い上がる〜（2025年、段燁〈ドワン･イエ〉[441][初出 1]）

### 特撮
- 機界戦隊ゼンカイジャー（2021年、レンアイワルドの声[442]）
- 仮面ライダーガッチャード（2023年 - 2024年、アッパレブシドーの声、パイレッツの声[443]、スタッグバインの声、パンパカパーカーの声、キャッチュラの声、ギングリフォンの声、ザ・サンの声）
- 仮面ライダー THE WINTER MOVIE ガッチャード&ギーツ 最強ケミー★ガッチャ大作戦（2023年、ザ・サンの声[444]、アッパレブシドーの声）

### デジタルコミック
- 行け!稲中卓球部（2010年）[445]
- ほしのこ!（2010年、芹沢[410]）
- 主に泣いてます（2012年、赤松啓介[26]）
- 近キョリ恋愛（2012年、佐藤咲[26]）
- 血界戦線（2012年、レオナルド・ウォッチ[446]）
- カノジョは嘘を愛しすぎてる（2013年、君嶋祐一[447]）
- この音とまれ!（2013年、倉田武蔵[448]）
- ワールドトリガー（2013年、三雲修[449]）
- クロサギ（2014年、黒崎高志郎[450]）
- 勝利の女神だって野球したい!（2014年 - 2015年、薬丸海翔[451]）
- わたしに××しなさい!（2018年、北見時雨[452]）
- となりの怪物くん（2018年、佐々原宗平[453]）
- 墜落JKと廃人教師（2020年 - 2023年、有働淳人[454][455]）- 4作品[一覧 33]
- 明日からは清楚さん（2021年、黒須秋人[458]）
- ドラキュラやきん!（2021年、虎木由良[459][460]）
- 弱気MAX令嬢なのに、辣腕婚約者様の賭けに乗ってしまった コミックス3巻購入特典・録りおろしボイスコミック（2022年、ルーファス[435]）
- 一ノ瀬家の大罪（2023年、一ノ瀬翼）

### ラジオ
※はインターネット配信。
- 逢坂・今井のRADIO ν WING（2012年 - 2013年、音泉※）[461]
- つり球ラジオ 好き勝手トーキング!（2012年、音泉※）[27]
- ドラゴンズドグマ 覚者ラジオ（2012年、『Dragon's Dogma』公式サイト※・音泉※）[462]
- ラジオ となりの怪物くん（2012年、音泉※）[28]
- 逢坂市立花江学園〜Radio（2013年 - 2021年、超!A&G+※・AG-ON Premium※）[463]
- ステラ☆ステーション（2013年 - 2014年、ステラワース店内放送）[464]
- ダイヤのA 〜ネット甲子園〜（2013年 - 2016年、音泉※・HiBiKi Radio Station※）[465]
- ドラゴンズドグマ：ダークアリズン 覚者ラジオ（2013年、Dragon's Dogma News Web※・音泉※）[466]
- ハマトラジオ from カフェノーウェア（2013年 - 2014年、ラジオ大阪・ニコニコ動画※・HiBiKi Radio Station※・アニメイトTV※）[61]
- ハルトはナイーヴ♪（2013年、『革命機ヴァルヴレイヴ』公式サイト※）[31]
- TRICKSTER 少年探偵団ラジオ（2016年 - 2017年、HiBiKi Radio Station※）
- TVアニメ「SHOW BY ROCK!!#」〜ボクらの夢銀河☆Shiny Star Precious ラジオ〜（2016年、音泉※）
- ダイヤのA The RADIO（2017年、文化放送）[467]
- カブキブ！ ラジオ、聴かせやSHOW!（2017年、音泉※）[468]
- 俺だけ聴けるラジオダンジョン（2021年、音泉※）[469]
- 東京リベンジャーズ羅慈悪[470]（ラジオ）(2021年、音泉）
- ラジオでもはたらく魔王さま!!（2022年、超!A&G+※・YouTube※）
- 『恋愛フロップス』ラジオ おいでよ！あさひんち（2022年、音泉※）

### ラジオCD
- つり球ラジオ 好き勝手トーキング! Vol.1・2（2012年[27]）
- ノイタミナWEBラジオ おまとめ4（2012年[471]）ゲスト
- 革命機ヴァルヴレイヴWEBラジオ Vol.1（2013年[31]）
- 新・水銀燈の今宵もアンニュ〜イ（2013年）ゲスト（桜田ジュン役としての出演）
- ラジオでもはたらく勇者さま！ アーカイブCD-ROM（2013年）ゲスト[472]
- ラジオでもはたらく勇者さま! 〜駆け上がれ!栄光への階段!成り上がりインターンシップファイナル!新録ラジオCD〜（2013年）ゲスト
- グラスリップ〜カゼミチラジオ〜 夏休みSP（2014年）ゲスト[473]
- グラスリップ〜カゼミチラジオ〜 Vol.2（2014年）ゲスト
- シドニアの騎士〜綾と綾音の秘密の光合成〜 Vol.1（2014年）ゲスト[474]
- 白銀の意思 アルジェヴォルン 独立第八部隊・秘密通信 vol.1（2014年）ゲスト[58]
- ステラ☆ステーション vol.1 - 6（2014年[464]）
- ダイヤのA 〜ネット甲子園〜 スペシャルCD ※TSUTAYA限定レンタルCD（2014年[465]）
- ダイヤのA 〜ネット甲子園〜 Vol.1 - 6（2014年[465] - 2015年[475]）
- ハマトラジオ from カフェノーウェア TAKEOUT（2014年）
- ハマトラジオ from カフェノーウェア DOUBLE TAKEOUT（2014年）
- カズミと小鳥のいちばん星み〜つけた! Vol.2（2015年）ゲスト[53]
- 黒子のバスケ 放送委員会 Vol.8（2015年）ゲスト[69]
- 『四月』じゃないよ、『君嘘』だよ。ラジオ Vol.2（2015年）ゲスト[476]

### ナレーション
- livetune adding Fukase(from SEKAI NO OWARI)「Take Your Way」MV予告篇（2013年、Boy 役[477]）
- 「青春！アリスポ〜SPORTS×MANGA〜」（2015年[478]）
- アニメマシテ（2015年3月[479]）
- 刀剣乱舞 おっきいこんのすけの刀剣散歩 弐（2017年、獅子王[480]）
- ぼくらはマンガで強くなった〜SPORTS×MANGA〜「スーパーサブ」 （2018年[481]）
- 上野由岐子 12年の軌跡〜告白 知られざる葛藤と覚悟〜（2020年[482]）
- テレビ朝日 ファン1万人がガチで投票！本当にスゴいと思う「プロ野球選手総選挙」（2023年）
- ＬＩＦＥ！ヒットパレード（１）名作で振り返る１２年　なつかしさに内村感激（2024年[483]）
- 世界まる見え！危機一髪SP犯人に直電話⁉自ら毒殺計画の謎を暴く男に芳根京子驚き（2025年[484]）

### テレビ番組
※はインターネット配信。
- 真田ユキ役・逢坂良太のレッツSF!（2012年、『つり球』公式サイト※[27]）
- 東京びっくり観光ツアー（仮）（2012年、音泉チャンネル※[485]）
- バンプレラボ〜俺たちバンプレ宣伝隊〜 → プレバンラボ〜俺たちプレバン宣伝隊〜（2013年 - 、ニコニコ生放送※[486]）

### 映像商品
- アキバトル（2014年[487]）
- 人狼バトル 〜人狼VS勇者〜（2014年[488]）
- 「四月は君の嘘」フィナーレイベント Blu-ray/DVD（2015年）
- テイルズ オブ フェスティバル 2015 Blu-ray/DVD（2015年）
- ハマトラFes.2014 Summer for DVD（2015年[61]）
- MARINE SUPER WAVE LIVE DVD 2015（2015年）
- Rejet Fes.2014 DISCOVERY DVD（2015年）[489]）
- 「暗殺教室」スペシャルイベント 祭りの時間 Blu-ray/DVD（2016年）
- ライブビデオ ネオロマンス・フェスタ アンジェリーク メモワール 2015 DVD（2016年）
- 小野賢章がゆく 旅友 第四弾 〜ゲスト:逢坂良太&花江夏樹篇〜（2016年）
- KUROBAS CUP 2015 Blu-ray/DVD（2016年）
- 森川さんのはっぴーぼーらっきー VOL.11・12 DVD（2016年[490][491]）
- DVDリアル宝探し 〜海神ポセイドーンを封印せよ〜in 横浜・八景島シーパラダイス（2017年）
- オトメイトパーティー 2017（2018年）
- 天才軍師 ファンディスク参（2018年）
- 夢色キャスト DREAM☆SHOW 2017 LIVE（2018年）

### 舞台
- 演劇企画CRANQ 6th STAGE Sound play 2『プリモ・ピアット〜聖夜のヒミツ〜』（2017年[492]）
- AD-LIVE 2022（2022年8月28日、J:COMホール八王子）

### 朗読劇
- 声優朗読劇フォアレーゼン「本当はあぶないモーツァルト」（チェンバロ、モーツァルト、ナレーション、2018年4月28日、5月6日、5月20日、7月7日、7月21日、7月22日、10月21日、11月18日[493]）
- 吾輩は猫である-はじまりの漱石-（2020年10月31日、紀伊國屋サザンシアターTAKASHIMAYA）正岡子規 迷亭 他[494]
- 怪盗探偵山猫〜黒羊の挽歌〜（2022年1月14日、ニッショーホール）
- 季節の朗読「しきよみ」#6秋の朗読劇【謎】（2023年10月7日、ところざわサクラタウン ジャパンパビリオン）[495]
- 江戸川乱歩 名作朗読劇「少年探偵団」（2024年9月3日、紀伊國屋サザンシアター TAKASHIMAYA） - 怪人二十面相 役 他[496][497]
- 音楽朗読劇「仮面の男」〜アレクサンドル・デュマ・ペール「ダルタルニャン物語」より〜（2025年3月6日、博品館劇場） -アラミス 役 他[498][499]
- 生演奏朗読劇「桜桃探偵舎」（2025年5月5日、日経ホール）[500]
- 朗読劇「告白 コンフェッション」（2025年6月26日、I'M A SHOW） - 浅井 役[501][502]
- LOG project 朗読劇「源 -minamoto- 白赤の旗幟」（2025年11月8日〈予定〉、TOKYO FM HALL） - 平宗盛 役[503][504]

### アプリ
ゲームアプリは#ゲームを参照。
- しゃべるぞう♪（2012年、シークレット執事アンドレ[505]）
- シチュエーションカレシ（2014年、壁ドンカレシ[506]）

### パチンコ・パチスロ
- CRフィーバー革命機ヴァルヴレイヴ（2018年、時縞ハルト[507]）
- PF革命機ヴァルヴレイヴW（2018年、時縞ハルト[507]）
- PF革命機ヴァルヴレイヴYR（2019年、時縞ハルト[507]）
- P SHOW BY ROCK!!（2019年、カイ）
- PF革命機ヴァルヴレイヴ2（2021年、時縞ハルト）
- パチスロかまいたちの夜（2021年、透）
- パチスロ 革命機ヴァルヴレイヴ（2022年、時縞ハルト）
- PF革命機ヴァルヴレイヴ3（2023年、時縞ハルト）
- ぱちんこ いくさの子（2024年、織田信長 / 吉法師[508]）

### その他コンテンツ
- 読売新聞「編集手帳」朗読（2014年[509]）
- 『上司と秘密の2LDK』テレビCM（2014年、大河内湊[510]）
- 『パワプロ2014』体験プレー動画（2014年[511]）
- 『ルームシェア素顔のカレ Love Days』テレビCM（2015年[512]）
- 『夢色キャスト』テレビCM（2015年、朝日奈響也[513]）
- 『グランブルーファンタジー』TVCM「誇り高き竜の騎士」「4th Anniversary 四騎士」篇（2017年 - 2018年、パーシヴァル[514][515]）
- 『おそ松さん』×『夢色キャスト』テレビCM（2017年、朝日奈響也[516]）
- 『Shadowverse』テレビCM（2017年、クロノス[517]）
- 『ワールドフリッパー』テレビCM「ハーフアニバーサリー」篇（2020年[518]）
- 『ドラキュラやきん！』 PV（2021年、虎木由良[519]）
- dアニメストアCM『キミの好きに出会おう』（2021年、リョータ[520]）
- アオペラ-aoppella!?（2021年、丹波燐）
- メシ声（2022年）
- 『また殺されてしまったのですね、探偵様』PV（2022年、追月朔也[521]）
- 愛知環状鉄道 車内アナウンス（2022年[522]）
- 『ノケモノたちの夜』PV（2022年、スノウ[523]）
- マクドナルド公式CM（2023年、真奥貞夫[524]）

## ディスコグラフィ

### キャラクターソング
| 発売日   | 商品名                                                                      | 歌 | 楽曲                                                                    | 備考                                                                  |
| 2013年   | 2013年                                                                      | 2013年 | 2013年                                                                  | 2013年                                                                |
| -------- | --------------------------------------------------------------------------- | --- | ----------------------------------------------------------------------- | --------------------------------------------------------------------- |
| 8月28日  | ブラッドラッド O.S.T.1                                                      | スタズ（逢坂良太）、ウルフ（寺島拓篤） | 「YAH YAH YAH」                                                         | テレビアニメ『ブラッドラッド』関連曲                                  |
| 9月11日  | はたらく魔王さま！ キャラソンミニアルバム『歌う魔王さま!?』                 | 真奥貞夫（逢坂良太）、佐々木千穂（東山奈央） | 「マグロナルド幡ヶ谷駅前店へようこそ」                                  | テレビアニメ『はたらく魔王さま！』関連曲                              |
| 9月11日  | はたらく魔王さま！ キャラソンミニアルバム『歌う魔王さま!?』                 | 真奥貞夫（逢坂良太）、芦屋四郎（小野友樹） | 「エンド・オブ・デイズ」                                                | テレビアニメ『はたらく魔王さま！』関連曲                              |
| 9月25日  | ブラッドラッド O.S.T.2                                                      | ブラッド・チャーリー・スタズ（逢坂良太） | 「HERO」                                                                | テレビアニメ『ブラッドラッド』関連曲                                  |
| 11月13日 | ぼくたちのウォーズ                                                          | 瀬名アラタ（逢坂良太）、星原ヒカル（石塚さより）、出雲ハルキ（前野智昭） | 「ぼくたちのウォーズ」                                                  | テレビアニメ『ダンボール戦機ウォーズ』エンディングテーマ              |
| 11月13日 | ぼくたちのウォーズ                                                          | 瀬名アラタ（逢坂良太） | 「閃き」                                                                | テレビアニメ『ダンボール戦機ウォーズ』エンディングテーマ              |
| 1月14日  | 『アルカナ・ファミリア2』アニメイト限定版特典CD                             | テオ（逢坂良太）、セラ（小野友樹） | 「キズナ」                                                              | ゲーム『アルカナ・ファミリア2』関連曲                                 |
| 2014年   |                                                                             | |                                                                         |                                                                       |
| 3月26日  | ハマトラ キャラクターファイルシリーズ File-01 ナイス                        | ナイス（逢坂良太） | 「Flag Day」 「Overglaze」                                              | テレビアニメ『ハマトラ』関連曲                                        |
| 8月12日  | CLOUD NINE                                                                  | 青道高校野球部 | 「CLOUD NINE」                                                          | テレビアニメ『ダイヤのA』エンディングテーマ                           |
| 8月12日  | CLOUD NINE                                                                  | 沢村栄純（逢坂良太） | 「CLOUD NINE」                                                          | テレビアニメ『ダイヤのA』関連曲                                       |
| 8月13日  | ハロー世界                                                                  | 少年ハリウッド | 「ハロー世界」                                                          | テレビアニメ『少年ハリウッド -HOLLY STAGE FOR 49-』オープニングテーマ |
| 8月13日  | ハロー世界                                                                  | 少年ハリウッド | 「永遠 never ever」                                                     | テレビアニメ『少年ハリウッド -HOLLY STAGE FOR 49-』挿入歌             |
| 9月10日  | ダイヤのA キャラクターソングシリーズ VOL.1 沢村栄純                         | 沢村栄純（逢坂良太） | 「GROW STRONGER」                                                       | テレビアニメ『ダイヤのA』関連曲                                       |
| 9月17日  | EXIT TUNES PRESENTS ACTORS2                                                 | 高天神一兎（逢坂良太） | 「lllトゥルティンアンテナlll」                                          | キャラクターCD『ACTORS』関連曲                                        |
| 9月17日  | EXIT TUNES PRESENTS ACTORS2                                                 | 小田原牧（速水奨）、飯盛駆（浅沼晋太郎）、高天神一兎（逢坂良太）、一乗谷羚（緑川光）                                                                                           | 「ときのねいろ〜天翔学園校歌〜」                                        | キャラクターCD『ACTORS』関連曲                                        |
| 10月8日  | 少年ハリウッド -HOLLY STAGE FOR 49- Blu-ray&DVD 第1巻特典CD                 | 少年ハリウッド | 「ハリウッドルール1・2・5」                                             | テレビアニメ『少年ハリウッド -HOLLY STAGE FOR 49-』エンディングテーマ |
| 10月8日  | 少年ハリウッド -HOLLY STAGE FOR 49- Blu-ray&DVD 第1巻特典CD                 | 風見颯（逢坂良太） | 「子鹿のくつ」                                                          | テレビアニメ『少年ハリウッド -HOLLY STAGE FOR 49-』エンディングテーマ |
| 10月29日 | グラスリップ キャラクターソングアルバム『歌声の欠片』                       | 沖倉駆（逢坂良太） | 「Lost Piece」                                                          | テレビアニメ『グラスリップ』関連曲                                    |
| 11月5日  | PROMISED FIELD                                                              | 青道高校野球部 | 「PROMISED FIELD」                                                      | テレビアニメ『ダイヤのA』エンディングテーマ                           |
| 11月5日  | PROMISED FIELD                                                              | 沢村栄純（逢坂良太） | 「PROMISED FIELD」                                                      | テレビアニメ『ダイヤのA』関連曲                                       |
| 11月19日 | 剣が君 キャラクターソング 人之章「鷺原左京・鈴懸」                          | 鈴懸（逢坂良太） | 「天照る愛」                                                            | ゲーム『剣が君』関連曲                                                |
| 12月3日  | デンキ街の本屋さん キャラクターソングCD『DENK!SONGS1』                      | 海雄（逢坂良太） | 「デンキ街の勇者たち」                                                  | テレビアニメ『デンキ街の本屋さん』関連曲                              |
| 12月10日 | 少年ハリウッド -HOLLY STAGE FOR 49- キャラクターソングCD【風見颯】          | 風見颯（逢坂良太） | 「真っ赤なプライド」                                                    | テレビアニメ『少年ハリウッド -HOLLY STAGE FOR 49-』エンディングテーマ |
| 12月10日 | 少年ハリウッド -HOLLY STAGE FOR 49- キャラクターソングCD【風見颯】          | 風見颯（逢坂良太） | 「太陽ポエム」                                                          | テレビアニメ『少年ハリウッド -HOLLY STAGE FOR 49-』関連曲             |
| 12月10日 | 少年ハリウッド -HOLLY STAGE FOR 49- Blu-ray&DVD 第3巻特典CD                 | 少年ハリウッド | 「エアボーイズ」                                                        | テレビアニメ『少年ハリウッド -HOLLY STAGE FOR 49-』エンディングテーマ |
| 12月10日 | 少年ハリウッド -HOLLY STAGE FOR 49- Blu-ray&DVD 第3巻特典CD                 | 風見颯（逢坂良太）、甘木生馬（柿原徹也） | 「マジでJIN JIN」                                                       | テレビアニメ『少年ハリウッド -HOLLY STAGE FOR 49-』エンディングテーマ |
| 2015年   |                                                                             | |                                                                         |                                                                       |
| 1月7日   | 少年ハリウッド -HOLLY STAGE FOR 49- Blu-ray&DVD 第4巻特典CD                 | 少年ハリウッド | 「ハロー世界 Popcorn ver. 」                                            | テレビアニメ『少年ハリウッド -HOLLY STAGE FOR 49-』エンディングテーマ |
| 1月28日  | FINAL VICTORY                                                               | 青道高校野球部 | 「FINAL VICTORY」                                                       | テレビアニメ『ダイヤのA』エンディングテーマ                           |
| 2月4日   | EXIT TUNES PRESENTS ACTORS - Extra Edition 5 -feat.鷹翌、竜之介、鯆澄、一兎 | 高天神一兎（逢坂良太） | 「非公開日誌」                                                          | キャラクターCD『ACTORS』関連曲                                        |
| 2月4日   | HOLLY TRIP                                                                  | 少年ハリウッド | 「HOLLY TRIP」                                                          | テレビアニメ『少年ハリウッド -HOLLY STAGE FOR 50-』オープニングテーマ |
| 2月4日   | HOLLY TRIP                                                                  | 少年ハリウッド | 「ロンリーPASSION」                                                     | テレビアニメ『少年ハリウッド -HOLLY STAGE FOR 50-』挿入歌             |
| 2月18日  | 青春サツバツ論                                                              | 3年E組うた担 | 「青春サツバツ論」                                                      | テレビアニメ『暗殺教室』オープニングテーマ                            |
| 2月25日  | S+h ボーカル&ドラマCD「Beautiful Dancer」Type-A/Type-B                      | S+h | 「Beautiful Dancer」                                                    | 『S+h』関連曲                                                         |
| 3月4日   | ACTORS - Deluxe Duet Edition -                                              | 魚津鯆澄（KENN）、高天神一兎（逢坂良太） | 「アカツキアライヴァル」                                                | キャラクターCD『ACTORS』関連曲                                        |
| 5月20日  | キミと☆Are You Ready?                                                       | トライクロニカ | 「キミと☆Are You Ready?」                                               | テレビアニメ『SHOW BY ROCK!!』挿入歌                                  |
| 5月20日  | キミと☆Are You Ready?                                                       | トライクロニカ | 「ボクらのShiny Star☆」                                                 | テレビアニメ『SHOW BY ROCK!!』関連曲                                  |
| 5月27日  | 自力本願レボリューション                                                    | 3年E組うた担 | 「自力本願レボリューション」                                            | テレビアニメ『暗殺教室』オープニングテーマ                            |
| 6月26日  | 暗殺教室 Blu-ray&DVD 第4巻 初回生産限定版特典CD                             | 磯貝悠馬（逢坂良太）、前原陽斗（浅沼晋太郎） | 「青春サツバツ論」                                                      | テレビアニメ『暗殺教室』関連曲                                        |
| 7月1日   | S+h ボーカル&ドラマCD「夏恋Girl」〈秀也&峻介〉                              | 垣内秀也（山下大輝）、三島峻介（逢坂良太） | 「夏恋Girl」                                                            | 『S+h』関連曲                                                         |
| 8月12日  | BLUE WINDING ROAD                                                           | 青道高校野球部 | 「BLUE WINDING ROAD」                                                   | テレビアニメ『ダイヤのA -SECOND SEASON-』エンディングテーマ           |
| 8月12日  | BLUE WINDING ROAD                                                           | 沢村栄純（逢坂良太）、降谷暁（島﨑信長）、小湊春市（花江夏樹） | 「BLUE WINDING ROAD」                                                   | テレビアニメ『ダイヤのA-SECOND SEASON-』関連曲                        |
| 8月12日  | 「BLUE WINDING ROAD」&「RIVAL」きゃにめ.jp同時購入特典CD                    | 沢村栄純（逢坂良太） | 「BLUE WINDING ROAD」                                                   | テレビアニメ『ダイヤのA-SECOND SEASON-』関連曲                        |
| 8月28日  | 暗殺教室 Blu-ray&DVD 第6巻 初回生産限定版特典CD                             | 磯貝悠馬（逢坂良太）、前原陽斗（浅沼晋太郎） | 「自力本願レボリューション」                                            | テレビアニメ『暗殺教室』関連曲                                        |
| 9月16日  | ACTORS - Songs Collection -                                                 | 高天神一兎（逢坂良太） | 「トゥインクル」                                                        | キャラクターCD『ACTORS』関連曲                                        |
| 9月16日  | 少年ハリウッド BEST ALBUM                                                   | 少年ハリウッド | 「Noel Story」                                                          | テレビアニメ『少年ハリウッド』関連曲                                  |
| 11月7日  | S+h ボーカル＆ドラマCD「Party tun up!」Type-A/Type-B                        | S+h | 「Party tun up!」                                                       | 『S+h』関連曲                                                         |
| 11月26日 | 黒子のバスケ 3rd SEASON Blu-ray&DVD 第8巻特典CD                             | 黛千尋（逢坂良太） | 「セイシュンTIP-OFF!! 〜MVP黛ver.」                                     | テレビアニメ『黒子のバスケ』関連曲                                    |
| 12月20日 | 黒子のバスケ SOLO MINI ALBUM Vol.7                                          | 赤司征十郎（神谷浩史） feat.実渕玲央（羽多野渉）、葉山小太郎（増田俊樹）、根武谷永吉（藤原貴弘）、黛千尋（逢坂良太）                                                           | 「DEEP FIGHT」                                                          | テレビアニメ『黒子のバスケ』関連曲                                    |
| 12月23日 | 剣が君 for V 二重唱（デュエットソング） 海原之章「鷺原左京・鈴懸」          | 鷺原左京（保志総一朗）、鈴懸（逢坂良太） | 「桜河」                                                                | ゲーム『剣が君 for V』関連曲                                          |
| 2016年   |                                                                             | |                                                                         |                                                                       |
| 1月27日  | アンジェリーク ルトゥール バラエティCD「世界を抱きしめて」                  | ブライアン（逢坂良太） | 「千年の砂漠に咲く花」                                                  | ゲーム『アンジェリーク ルトゥール』関連曲                             |
| 2月17日  | BRAND NEW BLUE                                                              | 沢村栄純（逢坂良太） with オーイシマサヨシ | 「BRAND NEW BLUE」                                                      | テレビアニメ『ダイヤのＡ -SECOND SEASON-』エンディングテーマ          |
| 2月24日  | QUESTION                                                                    | 3年E組うた担 | 「QUESTION」                                                            | テレビアニメ『暗殺教室』オープニングテーマ                            |
| 3月23日  | 夢色キャスト Vocal Collection 〜WELCOME TO THE SHOW!!〜                     | 朝日奈響也（逢坂良太）、藤村伊織（花江夏樹）、橘蒼星（豊永利行）、桜木陽向（上村祐翔）、新堂カイト（林勇）、雨宮仁（小野友樹）、城ヶ崎昴（畠中祐）                             | 「CALL HEAVEN!!」                                                       | ゲーム『夢色キャスト』関連曲                                          |
| 3月23日  | 夢色キャスト Vocal Collection 〜WELCOME TO THE SHOW!!〜                     | 新堂カイト（林勇）、朝日奈響也（逢坂良太）、城ヶ崎昴（畠中祐） | 「ハダカノココロ」                                                      | ゲーム『夢色キャスト』関連曲                                          |
| 3月23日  | 夢色キャスト Vocal Collection 〜WELCOME TO THE SHOW!!〜                     | 桜木陽向（上村祐翔）、朝日奈響也（逢坂良太）、雨宮仁（小野友樹） | 「空から始まる物語」                                                    | ゲーム『夢色キャスト』関連曲                                          |
| 3月23日  | 夢色キャスト Vocal Collection 〜WELCOME TO THE SHOW!!〜                     | 朝日奈響也（逢坂良太）、藤村伊織（花江夏樹）、新堂カイト（林勇） | 「月光ロード」                                                          | ゲーム『夢色キャスト』関連曲                                          |
| 4月27日  | S+h ボーカル＆ドラマCD「Just A Wish」Type-A/Type-C                          | S+h | 「Just A Wish」                                                         | 『S+h』関連曲                                                         |
| 5月25日  | バイバイ YESTERDAY                                                          | 3年E組うた担 | 「バイバイ YESTERDAY」                                                  | テレビアニメ『暗殺教室』オープニングテーマ                            |
| 6月15日  | EXIT TUNES PRESENTS ACTORS5                                                 | 高天神一兎（逢坂良太） | 「だんだん早くなる」                                                    | キャラクターCD『ACTORS』関連曲                                        |
| 6月22日  | 今夜は星空ディスコティック☆                                                 | トライクロニカ | 「今夜は星空ディスコティック☆」                                         | テレビアニメ『SHOW BY ROCK!! しょ〜と!!』挿入歌                       |
| 6月22日  | 今夜は星空ディスコティック☆                                                 | トライクロニカ | 「ときめきレモネード」                                                  | テレビアニメ『SHOW BY ROCK!! しょ〜と!!』関連曲                       |
| 7月27日  | FORBIDDEN★STAR XYZ 1st「Smile☆Glitters」                                    | XYZ | 「Smile☆Glitters」 「Midnight Emotion」                                 | 『FORBIDDEN★STAR』関連曲                                              |
| 9月28日  | 暗殺教室 ベストアルバム 〜Music Memories〜                                  | 3年E組 | 「旅立ちのうた」                                                        | テレビアニメ『暗殺教室』挿入歌                                        |
| 10月26日 | 夢色キャスト ボーカルミニアルバム バースデーコレクション                    | 朝日奈響也（逢坂良太） | 「君に誓った物語」                                                      | ゲーム『夢色キャスト』関連曲                                          |
| 11月16日 | 胸騒ぎJust☆Paradise                                                         | トライクロニカ | 「胸騒ぎJust☆Paradise」                                                 | テレビアニメ『SHOW BY ROCK!!#』挿入歌                                 |
| 11月16日 | 胸騒ぎJust☆Paradise                                                         | トライクロニカ | 「青春☆サンセット」                                                     | テレビアニメ『SHOW BY ROCK!!#』関連曲                                 |
| 11月23日 | The Dragon Knights 〜GRANBLUE FANTASY〜                                     | ランスロット（小野友樹）、ヴェイン（江口拓也）、パーシヴァル（逢坂良太）、ジークフリート（井上和彦）                                                                           | 「The Dragon Knights」                                                  | ゲーム『グランブルーファンタジー』関連曲                              |
| 11月23日 | The Dragon Knights 〜GRANBLUE FANTASY〜                                     | パーシヴァル（逢坂良太） | 「The Dragon Knights」                                                  | ゲーム『グランブルーファンタジー』関連曲                              |
| 11月23日 | FORBIDDEN★STAR XYZ 2nd                                                      | XYZ | 「Lovely Baby」 「Fortunate starS」                                     | 『FORBIDDEN★STAR』関連曲                                              |
| 11月30日 | S+h ボーカル＆ドラマCD「Pied Piper@IC301」Type-A/Type-D                     | S+h | 「Pied Piper@IC301」                                                    | 『S+h』関連曲                                                         |
| 11月30日 | 『夢色キャスト』Vocal Collection2 〜 DEPARTURE TO THE NEW WORLD 〜          | 朝日奈響也（逢坂良太）、藤村伊織（花江夏樹）、橘蒼星（豊永利行）、桜木陽向（上村祐翔）、新堂カイト（林勇）、雨宮仁（小野友樹）、城ヶ崎昴（畠中祐）                             | 「Sunshine world tour」                                                 | ゲーム『夢色キャスト』関連曲                                          |
| 11月30日 | 『夢色キャスト』Vocal Collection2 〜 DEPARTURE TO THE NEW WORLD 〜          | 朝日奈響也（逢坂良太）、橘蒼星（豊永利行） | 「WhisperLand Boys」                                                    | ゲーム『夢色キャスト』関連曲                                          |
| 12月29日 | 男ゴコロ☆天使ゴコロ！                                                       | エンジェリック・ツインズ | 「男ゴコロ☆天使ゴコロ！」                                               | 漫画『SHOW BY ROCK!!刑事 -深紅色の屑星達と摩天楼黙示録-』関連曲       |
| 2017年   |                                                                             | |                                                                         |                                                                       |
| 2月22日  | ダミーヘッド官能ロック THANATOS NiGHT Vol.4 セス                            | セス（逢坂良太） | 「U are Devil」                                                         | 『THANATOS NiGHT』関連曲                                              |
| 3月15日  | ACTORS - Deluxe Delight Edition -                                           | 志戸穂（高橋直純）、高天神一兎（逢坂良太） | 「39みゅーじっく！」                                                    | キャラクターCD『ACTORS』関連曲                                        |
| 5月17日  | お江戸-O・EDO-                                                              | カブキブロックス | 「お江戸-O・EDO-」                                                      | テレビアニメ『カブキブ！』エンディングテーマ                          |
| 5月17日  | お江戸-O・EDO-                                                              | Brilliant Imitation［イオフィエル（逢坂良太）］ | 「愛は残酷なロンド（Vocal Edit）」                                      | テレビアニメ『カブキブ！』関連曲                                      |
| 6月28日  | S+h ボーカル＆ドラマCD「百花繚乱AXE」Type-A/Type-D                          | S+h | 「百花繚乱AXE」                                                         | 『S+h』関連曲                                                         |
| 7月12日  | 夢色キャスト Vocal Collection 3 〜A Chance to Make Progress〜               | 朝日奈響也（逢坂良太）、新堂カイト（林勇） | 「世界に抱かれ滅びる前に」                                              | ゲーム『夢色キャスト』関連曲                                          |
| 7月12日  | 夢色キャスト Vocal Collection 3 〜A Chance to Make Progress〜               | 朝日奈響也（逢坂良太）、藤村伊織（花江夏樹）、橘蒼星（豊永利行）、桜木陽向（上村祐翔）、新堂カイト（林勇）、雨宮仁（小野友樹）、城ヶ崎昴（畠中祐）                             | 「NEVER END STORIES」                                                   | ゲーム『夢色キャスト』関連曲                                          |
| 7月12日  | 夢色キャスト Vocal Collection 3 〜A Chance to Make Progress〜               | 朝日奈響也（逢坂良太） | 「Sand Mirage」                                                         | ゲーム『夢色キャスト』関連曲                                          |
| 7月12日  | 夢色キャスト Vocal Collection 3 〜A Chance to Make Progress〜               | 朝日奈響也（逢坂良太）、雨宮仁（小野友樹） | 「陽は昇る誰の為にか」                                                  | ゲーム『夢色キャスト』関連曲                                          |
| 8月16日  | ダミーヘッド官能ロック THANATOS NiGHT Re:Vival Vol.4 セス                   | セス（逢坂良太） | 「ラビリンス」                                                          | 『THANATOS NiGHT』関連曲                                              |
| 8月31日  | クランク・イン限定版特典 ORIGINAL SOUNDTRACK                                | 周柊（逢坂良太） | 「GLORIOUS」緑ヶ島中学ver.                                              | ゲーム『クランク・イン』主題歌                                        |
| 8月31日  | クランク・イン限定版特典 ORIGINAL SOUNDTRACK                                | 周柊（逢坂良太）、一宮拓人（田丸篤志） | 「EVERLASTING」                                                         | ゲーム『クランク・イン』主題歌                                        |
| 11月29日 | 夢色キャスト 聖夜のラブレター Song Collection 〜最後のロンリークリスマス〜  | 朝日奈響也（逢坂良太） | 「最後のロンリー・クリスマス」                                          | ゲーム『夢色キャスト』関連曲                                          |
| 12月6日  | 『刀剣乱舞-花丸-』歌詠全集                                                  | 花丸刀剣男士一同 | 「花丸◎日和！47振りver.」                                               | 劇場アニメ『刀剣乱舞-花丸- 〜幕間回想録〜』主題歌                     |
| 2018年   |                                                                             | |                                                                         |                                                                       |
| 1月31日  | 続『刀剣乱舞-花丸-』歌詠集 其の四                                           | 山姥切国広（前野智昭）、獅子王（逢坂良太）、小烏丸（保志総一朗） | 「めでたしつくりごと」                                                  | テレビアニメ『続 刀剣乱舞-花丸-』エンディングテーマ                   |
| 1月31日  | 続『刀剣乱舞-花丸-』歌詠集 其の四                                           | 大和守安定（市来光弘）、加州清光（増田俊樹）、山姥切国広（前野智昭）、獅子王（逢坂良太）、石切丸（高橋英則）、秋田藤四郎（山谷祥生）、乱藤四郎（山本和臣）、鳴狐（浅沼晋太郎） | 「花丸印の日のもとで ver.4」                                            | テレビアニメ『続 刀剣乱舞-花丸-』オープニングテーマ                   |
| 1月31日  | S+h ボーカル＆ドラマCD「iGNiTiON」Type-A/Type-B                             | S+h | 「iGNiTiON」                                                            | 『S+h』関連曲                                                         |
| 2月21日  | あんさんぶるスターズ！ ユニットソングCD Eden                                | Eden | 「THE GENESIS」                                                         | ゲーム『あんさんぶるスターズ！』関連曲                                |
| 2月21日  | あんさんぶるスターズ！ ユニットソングCD Eden                                | Adam | 「Ruler's Truth」                                                       | ゲーム『あんさんぶるスターズ！』関連曲                                |
| 3月8日   | フォリラ/fes.CINDERELLA                                                     | forttê | 「フォリラ」 「fes.CINDERELLA」                                         | ゲーム『フォルティッシモ』主題歌                                      |
| 3月21日  | 剣が君 百夜綴り キャラクターソング 風花の章「九十九丸・鈴懸」               | 鈴懸（逢坂良太） | 「火車」                                                                | ゲーム『剣が君 百夜綴り』関連曲                                       |
| 7月18日  | ニル・アドミラリの天秤 キャラクターソングシリーズ                           | 星川翡翠（逢坂良太） | 「琅玕に唄う」                                                          | テレビアニメ『ニル・アドミラリの天秤』関連曲                          |
| 2019年   |                                                                             | |                                                                         |                                                                       |
| 3月26日  | 黒子のバスケ 3rd SEASON Blu-ray BOX 特典CD                                  | 赤司征十郎（神谷浩史）、黛千尋（逢坂良太） | 「ALWAYS WIN」                                                          | テレビアニメ『黒子のバスケ』関連曲                                    |
| 3月27日  | 夢色キャスト Vocal Collection 4〜Dreaming of Next Stage〜                   | 朝日奈響也（逢坂良太） | 「光嵐の日々」                                                          | ゲーム『夢色キャスト』関連曲                                          |
| 3月27日  | 夢色キャスト Vocal Collection 4〜Dreaming of Next Stage〜                   | 朝日奈響也（逢坂良太）、城ヶ崎昴（畠中祐） | 「Start new sailing!!」                                                 | ゲーム『夢色キャスト』関連曲                                          |
| 3月27日  | 夢色キャスト Vocal Collection 4〜Dreaming of Next Stage〜                   | 朝日奈響也（逢坂良太）、桜木陽向（上村祐翔）、新堂カイト（林勇） | 「Melancholic Legacy」                                                  | ゲーム『夢色キャスト』関連曲                                          |
| 3月27日  | 夢色キャスト Vocal Collection 4〜Dreaming of Next Stage〜                   | 朝日奈響也（逢坂良太）、藤村伊織（花江夏樹）、橘蒼星（豊永利行）、桜木陽向（上村祐翔）、新堂カイト（林勇）、雨宮仁（小野友樹）、城ヶ崎昴（畠中祐）                             | 「悲劇の炎」                                                            | ゲーム『夢色キャスト』関連曲                                          |
| 4月24日  | あんさんぶるスターズ！アルバムシリーズ Eden                                 | Eden | 「Dance in the Apocalypse」                                             | ゲーム『あんさんぶるスターズ！』関連曲                                |
| 4月24日  | あんさんぶるスターズ！アルバムシリーズ Eden                                 | Adam | 「The Beast of the End」                                                | ゲーム『あんさんぶるスターズ！』関連曲                                |
| 4月24日  | あんさんぶるスターズ！アルバムシリーズ Eden                                 | 七種茨（逢坂良太） | 「Poison Strategy」                                                     | ゲーム『あんさんぶるスターズ！』関連曲                                |
| 7月3日   | ☆3rd SHOW TIME 1☆ 星谷悠太&華桜会                                           | 華桜会 | 「我ら、綾薙学園華桜会〜Next-Generation〜」                             | テレビアニメ『スタミュ』第3期挿入歌                                   |
| 7月17日  | ☆3rd SHOW TIME 3☆ 入夏将志&team漣                                           | 入夏将志（逢坂良太） | 「SILENT FEVER」                                                        | テレビアニメ『スタミュ』第3期挿入歌                                   |
| 7月17日  | ACTORS 5th Anniversary Edition                                              | 高天神一兎（逢坂良太） | 「トゥインクル（リアレンジ）」                                          | キャラクターCD『ACTORS』関連曲                                        |
| 8月21日  | ☆3rd SHOW TIME 8☆ 冬沢 亮×千秋貴史&春日野×入夏                              | 春日野詩音（山下大輝）、入夏将志（逢坂良太） | 「JapaSweets Paradigm」                                                 | テレビアニメ『スタミュ』関連曲                                        |
| 9月4日   | ☆3rd SHOW TIME 10☆ team鳳&華桜会                                            | 華桜会 | 「サウンドロスト」                                                      | テレビアニメ『スタミュ』関連曲                                        |
| 11月6日  | ラフラフ！-laugh life- 2nd Round                                            | Ridiculs | 「Happy!? Life」                                                        | 『ラフラフ！-laugh life-』関連曲                                      |
| 12月11日 | キセキ                                                                      | Eden | 「キセキ」                                                              | テレビアニメ『あんさんぶるスターズ！』オープニングテーマ              |
| 2020年   |                                                                             | |                                                                         |                                                                       |
| 2月26日  | あんさんぶるスターズ！ EDテーマ集 VOL.06                                    | Eden | 「Awakening Myth」                                                      | テレビアニメ『あんさんぶるスターズ！』エンディングテーマ              |
| 2月26日  | あんさんぶるスターズ！ オリジナルサウンドトラック                           | Trickstar、Eden | 「キセキ」                                                              | テレビアニメ『あんさんぶるスターズ！』オープニングテーマ              |
| 5月20日  | ACTORS-Singing Contest Edition-sideB                                        | 高天神一兎（逢坂良太） | 「月見夜ラビット」                                                      | キャラクターCD『ACTORS』関連曲                                        |
| 8月26日  | あんさんぶるスターズ!! ESアイドルソング season1 Eden                        | Eden | 「楽園追放 -Faith Conquest-」 「BRAND NEW STARS!!」                     | ゲーム『あんさんぶるスターズ!!』関連曲                                |
| 8月26日  | BRAND NEW STARS!!                                                           | ESオールスターズ | 「BRAND NEW STARS!!」                                                   | ゲーム『あんさんぶるスターズ!!』主題歌                                |
| 8月26日  | BRAND NEW STARS!!                                                           | ESオールスターズ | 「Walk with your smile」                                                | ゲーム『あんさんぶるスターズ!!』関連曲                                |
| 11月11日 | Tales of Dream Project -Festival Songs-                                     | Tales of Dreamers | 「Endless Journey」                                                     | イベント『テイルズ オブ フェスティバル 2020』テーマソング             |
| 12月2日  | ラフラフ！-Laugh Life- Final Round                                          | Geraxy、Ridiculs、Corner Craver | 「Laugh or Die」                                                        | 『ラフラフ！-laugh life-』関連曲                                      |
| 2021年   |                                                                             | |                                                                         |                                                                       |
| 1月6日   | ACTORS – Deluxe Dream Edition –                                             | 高天神一兎（逢坂良太）、往田詩（保住有哉） | 「ジャンキーナイトタウンオーケストラ」                                  | キャラクターCD『ACTORS』関連曲                                        |
| 4月7日   | TVアニメ「SHOW BY ROCK!! STARS!!」挿入歌ミニアルバム Vol.2                  | トライクロニカ | 「キミはボクのプリンセス☆」                                             | テレビアニメ『SHOW BY ROCK!! STARS!!』挿入歌                          |
| 4月21日  | SHOW BY ROCK!! BEST Vol.4                                                   | トライクロニカ | 「Get the sound（夢銀河☆ツインズVer.）」                                | ゲーム『SHOW BY ROCK!! Fes A Live』関連曲                             |
| 5月21日  | アオペラ -aoppella!?-                                                       | リルハピ | 「Playlist」                                                            | 『アオペラ -aoppella!?-』関連曲                                       |
| 6月9日   | あんさんぶるスターズ!! FUSION UNIT SERIES 01 Switch × Eden                  | Switch、Eden | 「Majestic Magic」                                                      | ゲーム『あんさんぶるスターズ!!』関連曲                                |
| 6月9日   | あんさんぶるスターズ!! FUSION UNIT SERIES 01 Switch × Eden                  | Eden | 「FUSIONIC STARS!!」                                                    | ゲーム『あんさんぶるスターズ!!』関連曲                                |
| 6月23日  | FUSIONIC STARS!!                                                            | ESオールスターズ | 「FUSIONIC STARS!!」                                                    | ゲーム『あんさんぶるスターズ!!』関連曲                                |
| 9月24日  | アオペラ -aoppella!?-2                                                      | リルハピ | 「キセキノウタ」                                                        | 『アオペラ -aoppella!?-』関連曲                                       |
| 11月3日  | Knights of Chivalry 〜誓いのフェードラッヘ〜                                | ランスロット（小野友樹）、ヴェイン（江口拓也）、ジークフリート（井上和彦）、パーシヴァル（逢坂良太）                                                                           | 「Knights of Chivalry 〜誓いのフェードラッヘ〜」 「キミとボクのミライ」 | ゲーム『グランブルーファンタジー』関連曲                              |
| 11月24日 | あんさんぶるスターズ!! ESアイドルソング season2 Eden                        | Eden | 「EXCEED」 「Psyche's Butterfly」                                       | ゲーム『あんさんぶるスターズ!!』関連曲                                |
| 2022年   |                                                                             | |                                                                         |                                                                       |
| 2月10日  | アオペラ -aoppella!?-3                                                      | リルハピ | 「リルリルHappy!」                                                      | 『アオペラ -aoppella!?-』関連曲                                       |
| 6月15日  | アオペラ -aoppella!?- 1st ALBUM -A-                                         | リルハピ、FYA'M' | 「アオペラの「ア」-introduction song-」                                 | 『アオペラ -aoppella!?-』関連曲                                       |
| 6月15日  | アオペラ -aoppella!?- 1st ALBUM -A-                                         | リルハピ | 「RAINBOW」                                                             | 『アオペラ -aoppella!?-』関連曲                                       |
| 9月16日  | アオペラ -aoppella!?-4                                                      | リルハピ | 「KALEIDOSCOPE」                                                        | 『アオペラ -aoppella!?-』関連曲                                       |
| 2023年   |                                                                             | |                                                                         |                                                                       |
| 4月21日  | アオペラ -aoppella!?-5                                                      | リルハピ | 「Touch the sky」                                                       | 『アオペラ -aoppella!?-』関連曲                                       |
| 9月27日  | アオペラ -aoppella!?-5.5                                                    | リルハピ、FYA'M'、VadLip | 「5+6+6=Voice to Voice」                                                | 『アオペラ -aoppella!?-』関連曲                                       |
| 9月27日  | アオペラ -aoppella!?-5.5                                                    | リルハピ | 「5+6+6=Voice to Voice -街風コラージュ-」                               | 『アオペラ -aoppella!?-』関連曲                                       |
| 2024年   |                                                                             | |                                                                         |                                                                       |
| 6月26日  | BRAND NEW STARS!!                                                           | ESオールスターズ | 「BRAND NEW STARS!!」 「Walk with your smile」                          | ゲーム『あんさんぶるスターズ!!』関連曲                                |
| 6月26日  | FUSIONIC STARS!!                                                            | ESオールスターズ | 「FUSIONIC STARS!!」                                                    | ゲーム『あんさんぶるスターズ!!』関連曲                                |

### その他参加楽曲
| 発売日        | 商品名                                | 歌           | 楽曲                                                     | 備考                                    |
| ------------- | ------------------------------------- | ------------ | -------------------------------------------------------- | --------------------------------------- |
| 2014年8月18日 | 友情レボリューション/アフタースクール | りょーなっつ | 「友情レボリューション」 「アフタースクール」            | ラジオ『逢坂市立花江学園〜Radio』主題歌 |
| 2017年7月21日 | 閃光アジテーター                      | 逢花         | 「閃光アジテーター」 「空色のブックマーク」 「with you」 | ラジオ『逢坂市立花江学園〜Radio』主題歌 |